# Laser a cascata quantica

Transizioni a cascata

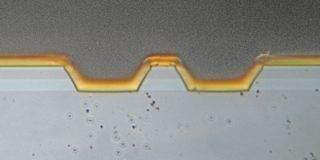
Cresta di guida d'onda di un laser a cascata quantica

Transizioni ottiche interbanda

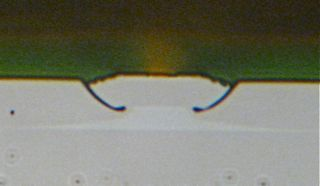
Eterostruttura sepolta di un laser a cascata quantica

Un laser a cascata quantica (in lingua inglese: Quantum cascade laser, QCL) è un tipo di laser a semiconduttore che emette radiazioni nella porzione dello spettro elettromagnetico compresa tra il medio e il lontano infrarosso. È stato sperimentato per la prima volta da Jerome Faist, Federico Capasso, Deborah Sivco, Carlo Sirtori, Albert Hutchinson e Alfred Cho nei Bell Laboratories nel 1994.

## Funzionamento
Invece di stimolare gli elettroni e le lacune in un semiconduttore a emettere fotoni coerenti in un unico salto quantico, l'idea alla base consiste nell'obbligare i soli elettroni a farlo in successivi salti di minore energia. A energia minore corrisponde una maggiore lunghezza d'onda; il processo può essere esteso oltre le frequenze dell'infrarosso, fino ai terahertz. Il fenomeno che coinvolge gli elettroni nei salti quantici all'interno della struttura è più simile a un effetto domino che a un effetto valanga e proprio come succede con le tessere del domino, un solo elettrone può innescare una cascata quantica.
Sono stati inventati altri mezzi per generare fotoni terahertz, ma nessuno è in grado di competere con i QCL in potenza di emissione, elasticità di modulazione e semplicità di costruzione. Si realizzano con le nanotecnologie, tecniche di ingegneria dei materiali che permettono di deporre sottili strati di semiconduttore tramite MBE (Molecular-Beam Epitaxy: epitassia da fasci molecolari), ottenendo in spessori monomolecolari una serie di strati di materiali semiconduttori con energy gap differenti (tipicamente della famiglia AlGaAs/GaAs). Il risultato è una successione di "buche e barriere" energetiche che, con i loro spessori, determinano le posizioni dei livelli permessi. Un laser a cascata quantica può essere costituito da 25-75 stadi di questo tipo. Ciò vuol dire che da un elettrone iniettato nella struttura si possono generare potenzialmente fino a 75 fotoni. Un laser convenzionale, invece, può generare solo un singolo fotone da una coppia elettrone-lacuna. Per questo, un QCL ha una efficienza quantica maggiore dell'unità ed è in grado di fornire potenze maggiori dei convenzionali diodi laser a semiconduttore.
In regime impulsato, modulando la corrente di alimentazione a temperatura ambiente (300 K), si raggiungono potenze di picco di 0,5 W, mentre in funzionamento continuo alla temperatura dell'azoto liquido (77 K), la potenza estratta è di circa 0,2 W, con interessanti valori di NEP (Noise Equivalent Power). Il laser a cascata quantica, unendo ai vantaggi dei nanodispositivi la tecnica di ingegneria delle bande, si è affermato come una struttura di elevato interesse pratico, che ha permesso di realizzare sorgenti laser affidabili, con emissione nella banda fra 0,5 e 10 THz, evitando materiali semiconduttori di difficile lavorazione, come i sali di piombo.
La sperimentazione sul campo dell'utilità dei QCL ha aumentato notevolmente gli spunti di ricerca per possibili miglioramenti, fino a ottenere dispositivi di buona potenza, con la possibilità di variare la frequenza emessa modulando la corrente di polarizzazione o la temperatura. Dal punto di vista commerciale, è una realizzazione di elevato interesse per le possibili applicazioni in molti campi. Un sistema di controllo e sicurezza a terahertz è in grado di rilevare oggetti nascosti sotto ai vestiti come lame in ceramica o esplosivi nei tacchi delle scarpe. Ci sono applicazioni anche nelle telecomunicazioni ottiche veloci nello spazio libero (FSO, Free Space Optics), nelle indagini cliniche non invasive nelle quali è possibile diagnosticare alcuni tipi di cancro del colon (o anche il diabete e l'ulcera) con una semplice analisi del respiro del paziente. Possibili sviluppi ci sono anche nella radioastronomia, nella spettroscopia ad alta risoluzione, nella microscopia, nelle analisi non distruttive e di certificazione senza radiazioni ionizzanti e in applicazioni militari.